# Joan Francesc Mira i Casterà
Joan Francesc Mira i Casterà (Valencia, 3 dicembre 1939) è uno scrittore, antropologo e sociologo spagnolo.
È membro dell'Associazione degli scrittori in catalano ed è stato presidente della Accio Cultural del País Valencià. Nel 1991 ha ricevuto la Creu de Sant Jordi per la sua dedizione civica. In politica, è militante e si è candidato alle elezioni politiche del Blocco Nazionalista Valenciano.

## Biografia
Nel 1959 ha conseguito un diploma di laurea presso la Pontificia Università Gregoriana, e l'anno successivo, anche a Roma, si è laureato in filosofia presso l'Università Lateranense. Nel 1962 si è laureato in filosofia presso l'Università di Valencia e un dottorato in filosofia presso la stessa università in 1971, successivamente ha lavorato come professore di greco nel 1983 e nel 1991 quando ha vinto la cattedra di questa materia presso l'Università Jaume I di Castellón dove il suo lavoro docente si sviluppa. Nel 1991 ha ricevuto la Creu de Sant Jordi per l'impegno civico. Sempre nel 1999 è venuto un membro dell'Institut d'Estudis Catalans. Come traduttore, mette in evidenza le loro versioni della Divina Commedia (2001) dei Vangeli (2004) e dell'Odissea (2011).

## Opere

### Romanzi
- El bou de foc (1974)
- El desig dels dies (1981)
- Viatge al final del fred (1983)
- El treballs perduts (1989)
- Borja Papa (1996)
- Purgatori (2002)
- El professor d'història (2008)

### Storie brevi
- Quatre qüestions d'amor (1998) - relatos
- El cucs de seda (1975) - relatos

### Saggi
- Som. Llengua i Literatura (1974)
- Un estudi d'antropologia social al País Valencià: els pobles de Vallalta i Miralcamp (1974)
- Els valencians i la terra (1978)
- Introducció a un País (1980)
- Població i llengua al País Valencià (1981)
- Crítica de la nació pura (1985)
- Hèrcules i l'antropòleg (1994)
- Sense música ni pàtria (1995)
- Sobre la nació dels valencians (1997)
- Cap d'any a Houston (1998)
- Els Borja, familia i mite (2000)

### Traduzioni
- Duranti, Francesca. Efectes personals. València: Eliseu Climent, 1989
- Tabucchi, Antonio. Nocturn a l'Índia. Alzira: Bromera, 1993
- Dante Alighieri. Divina Comèdia. Barcelona: Proa, 2000

## Riconoscimenti
- 1974 Premio Andròmina de narrativa.
- 1984 Premio Joan Fuster de ensayo.
- 1984 Premi de la crítica Serra d'Or.
- 1985 Letra de Oro al mejor libro del año.
- 1985 Creu de Sant Jordi.
- 1996 Premio Joan Crexells-Ateneu Barcelonés.
- 1996 Premio Nacional de la Crítica, por Borja papa.
- 2000 Premio de la crítica Serra d'Or de traducción.
- 2001 Medaglie d'oro del Comune di Firenze.
- 2001 Premio Nacional de Traducción.
- 2002 Premi Sant Jordi de novel·la.
- 2003 Premio Nacional de la Crítica, por Purgatori.
- 2004 Premio de Honor de las Letras Catalanas.
- 2007 Premio Jaume Fuster
- 2008 Premio de la Crítica de narrativa catalana.